# A Trick of the Tail
Albums de Genesis
The Lamb Lies Down on Broadway
(1974) Wind and Wuthering
(1977)
Singles
1. A Trick of the Tail
Sortie : mars 1976
2. Entangled/Ripples
Sortie : 1976

A Trick of the Tail est le septième album studio du groupe de rock progressif Genesis, sorti en 1976 et produit par David Hentschel et Genesis. C'est le premier album du groupe où Phil Collins endosse la double casquette de batteur-chanteur après le départ de Peter Gabriel en 1975.

## Historique
Cet album est enregistré en octobre et en novembre 1975 aux Studios Trident de Londres. Pour la production, le groupe s'adjoint David Hentschel qui était l'ingénieur du son sur l'album Nursery Cryme.
L'album surprend autant la critique que le public qui pensait le groupe condamné par le départ de son leader. L'album est en réalité un grand succès atteignant la troisième place des charts anglais et devenant même le premier succès du groupe aux États-Unis (31e au hit-parade). Cet album transitoire entre la période Peter Gabriel et la période « trio » prend une dimension particulière. Malgré une moindre complexité structurelle, une utilisation différente des percussions et une domination plus marquée des synthétiseurs, A Trick of the Tail reste dans un style très progressif et encore proche de l'époque Gabriel. Cet album est indissociable dans sa conception musicale de l'album suivant, Wind and Wuthering. Ces deux albums seront surtout composés par le claviériste Tony Banks qui après le départ de Gabriel deviendra le leader en studio.
C'est le batteur Phil Collins qui remplace Peter Gabriel au chant. Le groupe avait en effet fait passer des auditions pour trouver un nouveau chanteur, mais les résultats décevants l'amenèrent à se tourner vers Collins qui accompagnait déjà Gabriel sur la plupart des chansons (deuxième voix ou chœurs) lors des précédents albums. Il avait même chanté seul deux titres, For absent friends sur Nursery Cryme et More Fool Me sur Selling England by the Pound. Celui-ci refuse d'abord, ne voulant pas quitter sa place de batteur, mais finit par accepter après quelques essais, le reste du groupe le trouvant meilleur que tous les candidats auditionnés. Beaucoup mettront en doute les capacités de Phil Collins à remplacer Peter Gabriel, affirmant qu'il ne serait pas à la hauteur, mais les efforts de Collins se révèlent payants et beaucoup sont surpris par ses prestations, à commencer par lui-même. Sa voix rappelle celle de Peter Gabriel mais introduit des tonalités différentes.

## Liste des titres

### Face 1
| No | Titre              | Auteur                                                   | Durée |
| -- | ------------------ | -------------------------------------------------------- | ----- |
| 1. | Dance On a Volcano | Mike Rutherford, Tony Banks, Steve Hackett, Phil Collins | 5:53  |
| 2. | Entangled          | Hackett, Banks                                           | 6:28  |
| 3. | Squonk             | Rutherford, Banks                                        | 6:27  |
| 4. | Mad Man Moon       | Banks                                                    | 7:35  |

### Face 2
| No | Titre                      | Auteur                              | Durée |
| -- | -------------------------- | ----------------------------------- | ----- |
| 5. | Robbery, Assault & Battery | Banks, Collins                      | 6:15  |
| 6. | Ripples                    | Rutherford, Banks                   | 8:03  |
| 7. | A Trick of The Tail        | Banks                               | 4:34  |
| 8. | Los Endos (instrumental)   | Collins, Hackett, Rutherford, Banks | 5:47  |

## Musiciens
D'après la pochette de l'album :
- Phil Collins : chant, chœurs, batterie, percussions
- Tony Banks : piano, orgue, synthétiseur, mellotron, guitare 12 cordes, chœurs
- Steve Hackett : guitare électrique, guitare 12 cordes
- Mike Rutherford : basse, guitare 12 cordes, pédales basse Moog Taurus, chœurs

## Charts et certifications
| Pays             | Durée du classement | Meilleur classement |
| ---------------- | ------------------- | ------------------- |
| Allemagne        | 3 semaines          | 43e                 |
| Canada           | 21 semaines         | 12e                 |
| États-Unis       | 19 semaines         | 31e                 |
| France           | 56 semaines         | 1er                 |
| Nouvelle-Zélande | 25 semaines         | 4e                  |
| Pays-Bas         | 8 semaines          | 7e                  |
| Royaume-Uni      | 39 semaines         | 3e                  |
| Suède            | 5 semaines          | 17e                 |
| Suisse           | 3 semaines          | 8e                  |

| Année | Single    | Chart   | Durée du classement | Position |
| ----- | --------- | ------- | ------------------- | -------- |
| 1976  | Entangled | Top 100 | 11 semaines         | 34e      |

| Pays        | Certification | Ventes    | Date       |
| ----------- | ------------- | --------- | ---------- |
| Canada      | Platine       | 100 000 + | 01/05/1978 |
| États-Unis  | Or            | 500 000 + | 20/04/1990 |
| France      | Or            | 100 000 + | 1977       |
| Royaume-Uni | Or            | 100 000 + | 01/06/1976 |